# Oumar Diawara
Pour les articles homonymes, voir Diawara.
Oumar Diawara est un entrepreneur congolo-malien. Il est impliqué dans une affaire de saisie d'un avion d'Air Côte d'Ivoire. Il est condamné à 20 ans de prison et à 50 milliards FCFA d'amende.

## Biographie

### Enfance, éducation et débuts
Oumar Diawara est né à Pointe Noire en octobre 1978. Oumar Diawara est le fils d’un commerçant malien et d’une mère béninoise. Son père, un des principaux importateurs de riz, est consul honoraire du Mali au Congo.

### Carrière
Il est grand propriétaire terrien et est actif dans l'agroalimentaire et les matières précieuses,. 
Pour entrer en possession de règlements impayés, il obtient une décision de justice et tente de saisir un avion d'Air Côte d'Ivoire. Il est condamné à 20 ans de prison et à 50 milliards Fcfa d'amende,. Il fait  appel.